# Myosotis glabrescens
Myosotis glabrescens är en strävbladig växtart som beskrevs av Lucy Beatrice Moore. Myosotis glabrescens ingår i släktet förgätmigejer, och familjen strävbladiga växter. Inga underarter finns listade i Catalogue of Life.